# Поту рудий
Поту рудий (Nyctibius bracteatus) — вид дрімлюгоподібних птахів родини потуєвих (Nyctibiidae).

## Поширення
Поту рудий поширений в Південній Америці. Птах трапляється у тропічних та субтропічних низинних лісах на заході та півночі Бразилії, півночі Болівії, сході Перу та Еквадор, в Колумбії, Венесуелі, Гаяні та Французькій Гвіані. Найчисленніший на сході Перу та північному сході Еквадору. На решті території трапляється рідше.

## Опис
Найменший представник родини. Оперення рудого забарвлення з білими цятками на череві.

## Спосіб життя
Веде нічний спосіб життя, вдень сидить нерухомо на дереві, інколи погойдуючись в такт руху листя. Вночі чатує з дерев на здобич, живиться комахами.
Гніздо будує серед гілок дере на висоті до 12 метрів. Гніздо діаметром 20-30 см. У гнізді одне біле яйце. Інкубація триває приблизно місяць. За пташенятами доглядають обидва батьки. Через два місяці вони стають самостійними.